# 朝倉文夫記念館
朝倉文夫記念館（あさくらふみおきねんかん）は、大分県豊後大野市朝地町にある、朝倉文夫の作品を展示する公立の美術館である。

## 概要
大分県大野郡上井田村（現豊後大野市朝地町）出身の朝倉は、1961年（昭和36年）に郷土に芸術作品を展示する公園（「愛の園生」）を建設する計画を立てた。この計画は朝倉の死去により中断されたが、旧朝地町によって「やすらぎと芸術の里づくり」として受け継がれ、1991年（平成3年）3月28日には朝倉文夫記念館を中核施設とする愛の園生 朝倉文夫記念公園が開園した。
記念公園の中核である朝倉文夫記念館は、代表作の「墓守」をはじめとする朝倉の学生時代から晩年に至る作品を展示する4つの展示室からなり、そのうち第2-4展示室は丘陵の地形を生かしたスキップフロアになっている。2012年にリニューアルを行い、展示のレイアウトを変更するとともに、東京美術学校時代の作品が初公開された。
朝倉文夫記念館の開館から2年後の1993年（平成5年）には、公園内に多目的ホールの朝倉文夫記念文化ホールが開館しており、美術の展覧会、講演会、コンサート等が行われている。
また、1992年（平成4年）からは隔年で大分アジア彫刻展が開かれている。

## 建築概要
- 設計[5]
  - 建築設計 - 清家清(デザインシステム)
  - 環境造形 - 澄川喜一
  - 展示設計 - 朝倉摂
- 建築面積 - 593平方メートル[5]
- 延べ面積 - 652平方メートル[5]
- 構造・階数 - RC造（一部S造）、地下1階・地上1階[5]

## 基礎データ
- 入館料[9]
  - 朝倉文夫記念館（常設展示）
    - 大人 - 500円（400円）
    - 小中高生 - 200円（160円）

かっこ内は団体割引料金（20名以上）
  - 朝倉文夫記念文化ホール（企画展示）
    - 大人 - 200円（160円）
    - 小中高生 - 100円（80円）

かっこ内は団体割引料金（20名以上）
朝倉文夫記念館の入館者は無料で入館可
- 開館時間[9]
  - 9時から17時まで（入館は16時30分まで)
- 休館日[9]
  - 月曜日（祝日・休日の場合はその翌日）、年末年始（12月28日 - 1月3日）

## 交通
- 鉄道 - JR九州豊肥本線朝地駅からタクシーで約5km、約10分。
- バス - 大分・熊本方面からやまびこ号で朝地駅前停留所下車。タクシーで約5km、約10分。